# Wan Jiao
Wan Jiao (chinesisch 碗礁, Pinyin Wan Jiao, englisch Wanjiao Reef/Bowl Reef) ist ein Riff im Ostchinesischen Meer. Es liegt in der Gemeinde Yutou des Kreises Pingtan der Stadt Fuzhou in der südostchinesischen Provinz Fujian.
Das Schiffswrack Wanjiao Nr.1 aus der Zeit der Qing-Dynastie wurde nach ihm benannt.